# Marc Muniesa
Marc Muniesa Martínez (Lloret de Mar, 27 marzo 1992) è un calciatore spagnolo, difensore dell'Al-Shahaniya.

## Caratteristiche tecniche
Nel 2010 è stato inserito nella lista dei migliori calciatori nati dopo il 1989 stilata da Don Balón.

## Carriera

### Club
Ha esordito nella Primera División all'età di 17 anni e 57 giorni, il 23 maggio 2009, subentrando a Sylvinho nel corso dell'incontro con l'Osasuna indossando la maglia numero 46. La sua gara è durata solo 7 minuti, dal momento che è stato espulso per un fallo su un avversario. Quattro giorni dopo ha preso parte alla finale della Champions League 2008-2009 senza però scendere in campo.
Il 2 luglio 2013 firma un contratto quadriennale con gli inglesi dello Stoke City. Il 23 settembre 2014 segna i suoi primi due gol con la maglia dei Potters, nella vittoria per 2-1 sul campo del Sunderland in League Cup.

### Nazionale
Con la nazionale spagnola Under-17 ha partecipato al campionato d'Europa 2009 di categoria disputando 3 partite da titolare, giocando da terzino sinistro.

## Statistiche

### Presenze e reti nei club
Statistiche aggiornate al 9 ottobre 2023.
| Stagione            | Squadra             | Campionato          | Campionato | Campionato | Coppe nazionali | Coppe nazionali | Coppe nazionali | Coppe continentali | Coppe continentali | Coppe continentali | Altre coppe | Altre coppe | Altre coppe | Totale | Totale |
| Stagione            | Squadra             | Comp                | Pres       | Reti       | Comp            | Pres            | Reti            | Comp               | Pres               | Reti               | Comp        | Pres        | Reti        | Pres   | Reti   |
| ------------------- | ------------------- | ------------------- | ---------- | ---------- | --------------- | --------------- | --------------- | ------------------ | ------------------ | ------------------ | ----------- | ----------- | ----------- | ------ | ------ |
| 2009-2010           | Barcellona B        | SDB                 | 19+2       | 1          | -               | -               | -               | -                  | -                  | -                  | -           | -           | -           | 21     | 1      |
| 2010-2011           | Barcellona B        | SD                  | 25         | 2          | -               | -               | -               | -                  | -                  | -                  | -           | -           | -           | 25     | 2      |
| 2011-2012           | Barcellona B        | SD                  | 24         | 1          | -               | -               | -               | -                  | -                  | -                  | -           | -           | -           | 24     | 1      |
| 2012-2013           | Barcellona B        | SD                  | 11         | 0          | -               | -               | -               | -                  | -                  | -                  | -           | -           | -           | 11     | 0      |
| Totale Barcellona B | Totale Barcellona B | Totale Barcellona B | 79+2       | 4          |                 | -               | -               |                    | -                  | -                  |             | -           | -           | 81     | 4      |
| 2008-2009           | Barcellona          | PD                  | 1          | 0          | CR              | 0               | 0               | UCL                | 0                  | 0                  | -           | -           | -           | 1      | 0      |
| 2009-2010           | Barcellona          | PD                  | 0          | 0          | CR              | 0               | 0               | UCL                | 0                  | 0                  | SS+SU+Cmc   | 0           | 0           | 0      | 0      |
| 2010-2011           | Barcellona          | PD                  | 0          | 0          | CR              | 0               | 0               | UCL                | 0                  | 0                  | SS          | 0           | 0           | 0      | 0      |
| 2011-2012           | Barcellona          | PD                  | 1          | 0          | CR              | 0               | 0               | UCL                | 2                  | 0                  | SS+SU+Cmc   | 0           | 0           | 3      | 0      |
| 2012-2013           | Barcellona          | PD                  | 0          | 0          | CR              | 0               | 0               | UCL                | 0                  | 0                  | SS          | 0           | 0           | 0      | 0      |
| Totale Barcellona   | Totale Barcellona   | Totale Barcellona   | 2          | 0          |                 | 0               | 0               |                    | 2                  | 0                  |             | 0           | 0           | 4      | 0      |
| 2013-2014           | Stoke City          | PL                  | 13         | 0          | FACup+CdL       | 1+3             | 0               | -                  | -                  | -                  | -           | -           | -           | 17     | 0      |
| 2014-2015           | Stoke City          | PL                  | 19         | 0          | FACup+CdL       | 1+2             | 0+2             | -                  | -                  | -                  | -           | -           | -           | 22     | 2      |
| 2015-2016           | Stoke City          | PL                  | 15         | 0          | FACup+CdL       | 0+2             | 0               | -                  | -                  | -                  | -           | -           | -           | 17     | 0      |
| 2016-2017           | Stoke City          | PL                  | 10         | 1          | FACup+CdL       | 0+1             | 0               | -                  | -                  | -                  | -           | -           | -           | 11     | 1      |
| Totale Stoke City   | Totale Stoke City   | Totale Stoke City   | 57         | 1          |                 | 10              | 2               |                    | -                  | -                  |             | -           | -           | 67     | 3      |
| 2017-2018           | Girona              | PD                  | 13         | 0          | CR              | 1               | 0               | -                  | -                  | -                  | -           | -           | -           | 14     | 0      |
| 2018-2019           | Girona              | PD                  | 19         | 0          | CR              | 5               | 0               | -                  | -                  | -                  | -           | -           | -           | 24     | 0      |
| Totale Girona       | Totale Girona       | Totale Girona       | 32         | 0          |                 | 6               | 0               |                    | -                  | -                  |             | -           | -           | 38     | 0      |
| 2019-2020           | Al-Arabi            | QSL                 | 20         | 1          | QSC+EQC         | 1+1             | 0               | -                  | -                  | -                  | -           | -           | -           | 22     | 1      |
| 2020-2021           | Al-Arabi            | QSL                 | 20         | 0          | QSC+EQC         | 3+3             | 0               | -                  | -                  | -                  | -           | -           | -           | 26     | 0      |
| 2021-2022           | Al-Arabi            | QSL                 | 5          | 0          | QSC+EQC         | 5+0             | 0               | -                  | -                  | -                  | -           | -           | -           | 10     | 0      |
| 2022-2023           | Al-Arabi            | QSL                 | 18         | 0          | QSC+EQC         | 2+4             | 0               | -                  | -                  | -                  | CQ          | 1           | 0           | 25     | 0      |
| Totale Al Arabi     | Totale Al Arabi     | Totale Al Arabi     | 63         | 1          |                 | 19              | 0               |                    | -                  | -                  |             | 1           | 0           | 83     | 1      |
| 2023-2024           | Lyngby              | SL                  | 10         | 0          | CD              | 4               | 0               | -                  | -                  | -                  | -           | -           | -           | 14     | 0      |
| Totale carriera     | Totale carriera     | Totale carriera     | 245        | 6          |                 | 39              | 2               |                    | 2                  | 0                  |             | 1           | 0           | 287    | 8      |

## Palmarès

### Club

#### Competizioni nazionali
- Campionato spagnolo: 1

Barcellona: 2008-2009
- Coppa di Spagna: 1

Barcellona: 2008-2009
- Supercoppa di Spagna: 2

Barcellona: 2009, 2010

### Competizioni internazionali
- UEFA Champions League: 1

Barcellona: 2008-2009
- Supercoppa UEFA: 1

Barcellona: 2009

### Nazionale
- Campionato d'Europa Under-21: 1

2013